# Damião
Damião is een gemeente in de Braziliaanse deelstaat Paraíba. De gemeente telt 4.998 inwoners (schatting 2009).
De gemeente grenst aan Barra de Santa Rosa, Casserengue, Cacimba de Dentro en Cuité.